# Eudo Dapifer
Eudo Dapifer (* im 11. Jahrhundert; † 1120), auch Eudo von Ryes oder Eudo FitzHubert genannt, war Seneschall („Dapifer“) der englischen Könige Wilhelm der Eroberer, Wilhelm Rufus und Heinrich Beauclerc.

## Leben
Er war der jüngste Sohn von Hubert de Ryes, einem Adligen aus dem Bessin. Eudo und seine Brüder Robert (der spätere Bischof von Sées) und Adam waren es, die 1046 den jungen Herzog Wilhelm nach einem Mordanschlag sicher nach Falaise geleiteten, was Eudo die Gunst des Herzogs eintrug. Er blieb in der Nähe Wilhelms auch nach der normannischen Eroberung Englands und wurde nach dem Tod von William FitzOsbern, 1. Earl of Hereford, 1071 dessen Nachfolger als Seneschall des nunmehrigen Königs. Auch unter den beiden Nachfolgern Wilhelms behielt er dieses Amt bis zu seinem Tod 1120. Eudo war somit ein wichtiger Amtsträger in den ersten Jahrzehnten der anglonormannischen Herrschaft in England, agierte über Jahrzehnte als Verwalter, Richter und Berater, aber auch als Feldherr. Er unterstützte Wilhelm II. bei der Belagerung Robert de Montbray in Newcastle (1095), war Zeuge des Vertrages mit dem Grafen von Flandern (1101) und begleitete Heinrich I. auf seinem Feldzug gegen Robert of Bellême, 3. Earl of Shrewsbury (1101).
Er hatte von seinem König weite Ländereien in einem Dutzend verschiedener Grafschaften erhalten, vor allem in Cambridgeshire, Bedfordshire, Essex, Hertfordshire und Norfolk, die unter dem Namen „Honour Eudo Dapifers“ zusammengefasst wurden und ihm ein jährliches Einkommen von 500 £ einbrachten.
Eudos Ehefrau war Rohaise († 1121), eine Tochter von Richard de Bienfaite aus dem Zweig Clare der Familie der Rolloniden, der Familie der Herzöge der Normandie. Aus dieser Ehe hatte er eine Tochter, Margaret, die mit William de Mandeville verheiratet wurde. Trotz der engen Verbindung mit der Familie Mandeville erhielt er 1103 weitere sehr einträgliche Manors, die William de Mandeville abgenommen worden waren. Eudo starb ohne männlichen Erben, weshalb seine Honour an die Krone zurückfiel, allerdings wurde sie 1140/41 sowohl von König Stephan als auch von seiner Gegnerin Kaiserin Mathilde an seinen Enkel Geoffrey de Mandeville, 1. Earl of Essex, weitergegeben.
Eudo war der Gründer der Abtei Saint John in Colchester, in deren Chronik (Chronicle of St. John's  Abbey, Colchester) sich zahlreiche Legenden über die Familie Ryes befinden.